# Jerzy Sierociuk
Jerzy Adam Sierociuk (ur. w 1950 w Łukowie) – polski językoznawca, dialektolog, zatrudniony na Wydziale Filologii Polskiej i Klasycznej Uniwersytetu im. Adama Mickiewicza w Poznaniu, redaktor czasopisma (wcześniej serii) „Gwary dziś” wydawanej przez Poznańskie Towarzystwo Przyjaciół Nauk. 

## Życiorys
W latach 1969–1974 odbył studia polonistyczne na UMCS w Lublinie, gdzie uzyskał tytuł magistra pod kierunkiem prof. dr hab. Teresy Skubalanki, na podstawie pracy: Język konstytucji i uniwersałów poborowych XVII wieku. W czasie studiów był członkiem redakcji studenckiego ogólnopolskiego pisma językoznawczego „Językoznawca”.
W latach 1977–1979 był lektorem języka polskiego na Uniwersytecie Aleksandra Jana Cuzy w Jassach. Doktorat obronił również na UMCS w Lublinie w 1983 pod kierunkiem doc. dr hab. Jerzego Bartmińskiego na podstawie pracy: Elementy interdialektalne w polskiej pieśni ludowej. W roku 1993 wraz z ekipą Instytutu Slawistyki PAN uczestniczył w badaniach języka polskiego na Ukrainie.
Habilitację, na tym samym uniwersytecie, uzyskał w 1997 na podstawie pracy: Budowa wybranych formacji rzeczownikowych – szczególnie nazw miejsc – w gwarach między Wisłą a Wieprzem. W czasie przygotowywania rozprawy habilitacyjnej przeprowadził badania gwar Lubelszczyzny, nagrywając w 65 miejscowościach kwestionariusz słowotwórczy. Całość nagrań zdeponowana jest w archiwum fonograficznym Pracowni Dialektologicznej Uniwersytetu im. Adama Mickiewicza w Poznaniu. W 2014 uzyskał tytuł profesora nauk humanistycznych.
Od 1996 rozpoczął pracę na Uniwersytecie im. Adama Mickiewicza w Poznaniu, gdzie od 1 listopada 2002 został kierownikiem Zakładu Dialektologii Polskiej, a od 1 kwietnia 2009 do 31 grudnia 2020 pełnił funkcje kierownika Pracowni Dialektologicznej.

## Publikacje[4]
- Pieśń ludowa i gwara, Lublin 1990
- Budowa wybranych formacji rzeczownikowych – szczególnie nazw miejsc – w gwarach między Wisłą w Wieprzem, Lublin 1996
- Słownik języka mieszkańców ziemi łukowskiej. Praca na roli i w gospodarstwie, pod red. J. Sierociuka, Poznań 2019
- Regionalizmy tekstów prawniczych XVII wieku, /w:/ Polszczyzna regionalna w okresie renesansu i baroku, Wrocław 1984, s.83-90
- Z elementów interdialektalnych w polskich pieśniach ludowych: końcówka -owie, "Acta  Universitatis Lodziensis" Folia Linguistica nr 12, Łódź 1986, s.289-302
- Zmiany językowe w lubelskiej pieśni ludowej w obrębie słownictwa nazywającego 'matkę', "Literatura Ludowa" 1986 nr 2, s.53-58